# Peromyscus mexicanus
Peromyscus mexicanus är en däggdjursart som först beskrevs av Henri Saussure 1860.  Peromyscus mexicanus ingår i släktet hjortråttor och familjen hamsterartade gnagare. Inga underarter finns listade i Catalogue of Life.

## Utseende
Peromyscus mexicanus blir 10,8 till 13,7 cm lång (huvud och bål), har en 10,5 till 14 cm lång svans och väger 29 till 50 g. Bakfötterna är 2,5 till 2,8 cm långa och öronen är 1,9 till 2,4 cm stora. Ovansidans päls har en gråbrun (liksom lera) till svartaktig päls och hos flera exemplar förekommer en mörkare längsgående strimma på ryggens topp. Kroppssidorna kan vara lite mer orangebrun och undersidan är täckt av krämfärgad till vit päls. En ring kring varje öga är mörkare liksom ögonskugga. De ganska stora öronen saknar vanligen hår. Djurets svans är på undersidan lite ljusare.

## Utbredning
Denna gnagare förekommer i Centralamerika från södra Mexiko till centrala Panama. Den når i bergstrakter 3000 meter över havet. Arten vistas i olika slags skogar och buskskogar. Den besöker även odlingsmark.

## Ekologi
Individerna går främst på marken och bygger bon av växtdelar som göms mellan rötter, under kvistar eller på andra platser. Ibland söker arten skydd i bergssprickor. Födan utgörs främst av ryggradslösa djur som insekter och spindlar. Dessutom äter arten frön och gröna växtdelar. Honor kan para sig hela året men under den torra perioden är ungar sällsynt. Per kull föds 2 eller 3 ungar. I fuktiga skogar ingår frukter från växter som tillhör släktet Bdallophyton i födan. Gnagaren kan flytta dessa frukter till platser som ligger upp till 78 meter bort från ursprungsväxten.

## Bevarandestatus
För beståndet är inga hot kända och hela populationen antas vara stabil. IUCN kategoriserar arten globalt som livskraftig.